# Société de gymnastique de Caen
La Société de gymnastique de Caen est un club omnisports fondé à Caen le 31 mars 1882 par Armand Paris. C'est le premier club sportif de la ville.

## Histoire

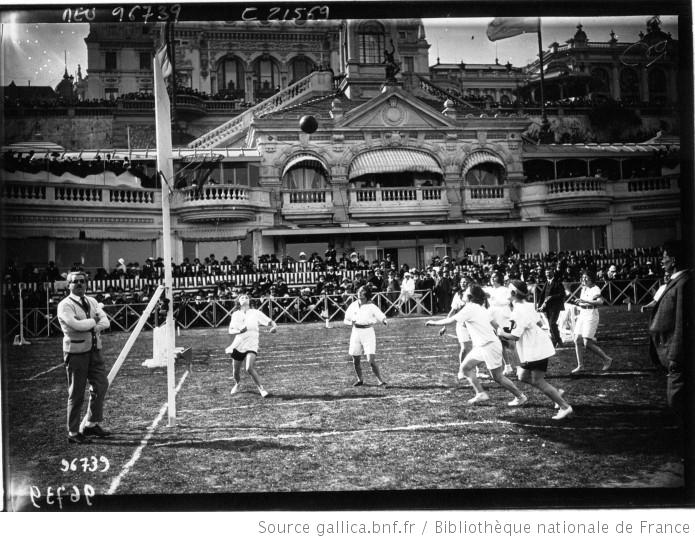
Partie de basket-ball à Monte Carlo en 1922

La Société de gymnastique, de tir, de préparation militaire de Caen est créée 14 avril 1882. Son premier président est le député du Calvados Henri Legoux-Longpré. Lui succèdent messieurs Meunier puis André Detolle.
Elle est agréée par le ministère de la guerre le 14 mai 1909 pour la préparation au brevet d'aptitude militaire. Elle compte des équipes de gymnastique, de football (couleurs verte et blanche) - qui atteint la finale du championnat de Basse-Normandie en 1919 et de basket. En octobre 1918, des sections football et athlétisme sont créées. En 1919, une section féminine est créée.
En 1922, la société compte 205 membres dont 60 filles ; dix ans auparavant, elle comptait 150 membres.
Son cinquantenaire est fêté au stade Hélitas le 26 juin 1932 puis par un banquet à l'hôtel de ville.

## Palmarès
La section féminine remporte le championnat de France de basket en 1920-1921, le championnat de France de hockey sur gazon en 1922 et s'adjuge en 1920 le record de France de saut en hauteur.